# Annéus Marinus Brouwer

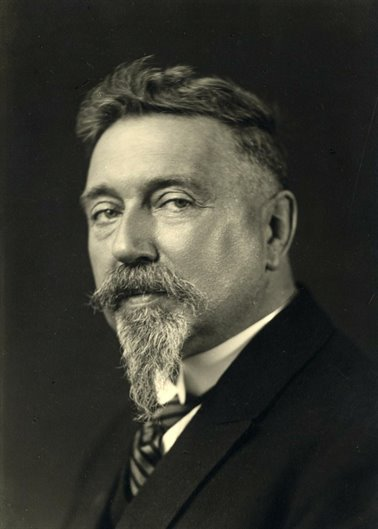
Annéus Marinus Brouwer (1875-1948)

Annéus Marinus Brouwer (Langowan, Nederlands-Indië, 16 december 1875 – Zeist, 13 mei 1948) was een Nederlands theoloog en nieuwtestamenticus.

## Biografie
Annéus Marius Brouwer werd op 16 december 1875 geboren in Langowan in de Minahasa (het noordoostelijk deel van Sulawesi), waar zijn vader werkzaam was als zendeling. In 1881 stierf zijn moeder aldaar in het kraambed. Kort daarna is hij samen met zijn broer op de boot gezet naar Nederland, onder toezicht van de kapitein. In Nederland aangekomen werd hij opgenomen in het gezin van zijn grootvader van moederszijde, de hervormde dominee G. Flieringa, predikant te Menaldum, waar hij zijn verdere jeugd en middelbareschooltijd doorbracht. Brouwer studeerde theologie aan de Universiteit van Utrecht waar hij in 1905 promoveerde als doctor in de theologie. Hij werd in 1902 als predikant bevestigd. Hij was nadien als hervormd predikant werkzaam in Haamstede (1902-1905) en in Meppel (1906-1910). Van 1910 tot 1921 was Brouwer rector van de Nederlandse Zendingsschool in Rotterdam (later in Oegstgeest gevestigd). Zijn leven lang bleef hij betrokken bij de zending.
In 1921 werd Brouwer, die behoorde tot de ethisch-orthodoxe richting, hoogleraar vanwege de Nederlandse Hervormde Kerk aan de Universiteit van Utrecht. Hij werd hier belast met de vakkencombinatie "Bijbelse godgeleerdheid, vaderlandse kerkgeschiedenis en zendingsgeschiedenis". Zijn grootste belangstelling ging evenwel uit naar het Nieuwe Testament. Bij zijn uitleg van het Nieuwe Testament maakte hij gebruik van de moderne onderzoeksresultaten en de historisch-kritische methode. Hij zag van deze onderzoeksmethoden echter wel de betrekkelijkheid in. Voor hem bleef Jezus Christus autoriteit op godsdienstig en zedelijk gebied. 
Van 1935 tot 1946 was hij gewoon hoogleraar in het Nieuwe Testament aan de Universiteit van Utrecht.
Annéus Marinus Brouwer overleed op 72-jarige leeftijd, op 13 mei 1948, in zijn woonplaats Zeist.

### Utrechtse Vertaling
In 1920 werd Brouwer door zijn collega aan de Universiteit van Utrecht, prof. dr. Herman Theodorus Obbink (1869-1947), hoogleraar in het Oude Testament, aangezocht om een nieuwe vertaling te maken van het Nieuwe Testament, terwijl hijzelf het Oude Testament zou vertalen. De bedoeling van Obbink was om een verstaanbare Bijbelvertaling te produceren ter vervanging van de Statenvertaling. Brouwer vertaalde in de periode 1921 tot 1927 alle boeken van het Nieuwe Testament. Dit gebeurde geheel zonder samenspraak met Obbink die in deze zelfde periode het Oude Testament in verstaanbaar Nederlands overzette. Anders dan Obbink voelde Brouwer niet de behoefte om de tekst in te korten (behalve in 1 Kor. 7:36-38). Tot aan het verschijnen van de Nieuwe Vertaling van het Nederlands Bijbelgenootschap dat verscheen in 1951 bleef de Bijbelvertaling van Obbink en Brouwer, de zogenaamde Utrechtse Vertaling in gebruik bij gemeenten van ethisch-orthodoxe inslag. Als inleiding op hun nieuwe vertaling schreven de beide hoogleraren het boek Inleiding tot den Bijbel. Dit boek leidde de lezers in op de cultuur, geschiedenis, godsdienst en levenswijze van de mens in de oudheid in Israël en het Midden-Oosten. Het boek is zeer toegankelijk geschreven en beleefde vele herdrukken.

### Kerkopbouw
In 1931 was Brouwer medeoprichter van de vereniging Kerkopbouw, die streefde naar godsdienstige vernieuwing binnen de Nederlandse Hervormde Kerk. De vereniging bestond grotendeels uit ethischen en rechts-modernen en vormde de tegenpool van de door confessionelen en rechts-ethischen geleide vereniging Kerkherstel dat uitsluitend streefde naar herstel van de hervormde kerk middels binding aan de belijdenisgeschriften. Brouwer was de eerste voorzitter van Kerkopbouw. Brouwer geloofde niet in de handhaving van de leer, maar streefde juist naar zo groot mogelijke leervrijheid. Hiermee week zijn standpunt wel wat af van andere leden van Kerkopbouw die niet geheel afwijzend tegenover de leertucht stonden.

## Theologische positiekeuze
Reeds tijdens zijn studententijd kan Brouwer gerekend worden tot de zogenaamde ethische richting. Deze richting hield het midden tussen het orthodox-protestantisme en de vrijzinnige theologie. Men maakte dankbaar gebruik van de moderne wetenschappelijke inzichten, in de veronderstelling dat het moderne onderzoek de klassieke theologische opvattingen eerder zal bevestigen dan verwerpen. Brouwer was voorzitter van de Ethische Vereniging in zijn woonplaats Zeist.
In zijn boek Verzoening (1947) neemt Brouwer duidelijk afstand van het leerstuk van het plaatsvervangend lijden van Jezus Christus, dat volgens hem eerder gebaseerd is op het Romeinse recht dan op de Bijbelse gegevens. Hij ziet het lijden van Christus als een daad van solidariteit met de gevallen mensheid. Wel verheugd het hem dat de orthodox-confessionele theologie van zijn dagen duidelijk afstand heeft genomen van de zakelijke en rationaliserende redeneertrant in de verzoeningsleer en men zich meer laat leiden door de Bijbelse gegevens.
Hoewel er in ethische kringen een hernieuwde aandacht was voor de liturgie, moest Brouwer hier over het algemeen niet zoveel van hebben. Hij hield liever vast aan de traditionele reformatorische liturgie. Hij moest niets hebben van sacramentalisme, voor zover dit betekende dat er een "magische" werking van de sacramenten zou uitgaan, zoals in zijn ogen het geval was in de rooms-katholieke sacramentsleer.
In tegenstelling tot andere ethischen was Brouwer niet onder de indruk van de dialectische theologie van Karl Barth. Waarschijnlijk vond hij Barth te speculatief.

## Privé
Annéus Marinus Brouwer was sinds 1902 getrouwd met Bontje Boersma (1874-1941). Zijn vrouw raakte in 1918 geestesziek. Het echtpaar had vier kinderen. Een van zijn kinderen, Anton Marinus Brouwer (1903-1982), was evenals zijn vader predikant.
Brouwer was een groot liefhebber van flora en fauna, met een bijzondere voorliefde voor vlinders.